# Saxifraga pentadactylis subsp. almanzorii
La consuelda del Almanzor (Saxifraga pentadactylis subsp. almanzorii) es una planta de la familia Saxifragaceae.

## Descripción
Planta perenne que forma densas almohadillas, glabra, viscosa. Tallos floríferos de hasta 15 cm de longitud, erectos. Hojas basales correosas, con la lámina en forma de abanico, cuneadas en la base, rematadas en 3 a 5 (-9) lóbulos de linear-elípticos a linear lanceolados; (0-) 1 a 2 (-3) hojas caulinares rematadas en 3 (-5) lóbulos. Flores agrupadas en una panícula ovoidea o corimbiforme; cáliz de 5 sépalos de hasta 2,5 mm; corola de 5 pétalos de linear-elípticos a linear obovados, no superpuestos, de color amarillo pálido o verdoso. Fruto en 
cápsula globosa que se abre en 2 valvas. Florece en primavera y verano.

## Distribución y hábitat
Endemismo muy frecuente en las fisuras de las zonas elevadas del macizo central y las áreas occidentales del oriental de la Sierra de Gredos. Muy rara sin embargo en las sierras del Barco y Béjar, así como en el este del macizo oriental. En estos lugares está sustituida por la consuelda de Willkomm (Saxifraga pentadactylis subsp. willkommiana) que se diferencia de la consuelda del Almanzor por sus pétalos blancos más o menos superpuestos. En la Sierra del Barco pueden verse ejemplares con caracteres intermedios entre las dos subespecies. En las repisas rocosas algo húmedas de la zona media de la Sierra habita otra especie del género Saxifraga, la consuelda de Fragoso (Saxifraga fragosoi), que se caracteriza por sus tallos largamente tendidos, por sus pelos de dos tipos (glandulares y no glandulares) y por sus yemas estivales plateadas.